# Рукосуев, Евгений Олегович
Евге́ний Оле́гович Рукосу́ев (2 сентября 1999 года, Красноярск) — российский скелетонист, участник Олимпийских игр. Мастер спорта России международного класса.

## Биография
В детстве занимался лёгкой атлетикой, бегом на спринтерские дистанции и с барьерами. С 14 лет занимается скелетоном. В 2016 году стал чемпионом юношеской Олимпиады.
За свою карьеру выигрывал молодёжный чемпионат мира, становился чемпионом России и обладателем Интерконтинентального кубка.
Вошёл в состав сборной России на Олимпиаду в Пекине после отстранения Никиты Трегубова из-за коронавируса. По итогам четырёх заездов занял шестое место.

## Вне спорта
Учился в 99-й школе Красноярска, откуда также вышли чемпион России по скелетону Богдан Попов и участник юношеской Олимпиады Кирилл Валентович. Окончил Красноярский государственный педагогический университет.
Болельщик футбольного ЦСКА. Младший брат Дмитрий — игрок любительской футбольной команды «Рассвет» (Красноярск).

## Достижения
- Участник Олимпийских игр в Пекине (2022)
- Чемпион мира среди молодёжи (2022)
- Обладатель Интерконтинентального кубка (2021/2022)
- Чемпион России (2021)